# Johann Spender
Johann Spender OFM (* in Marburg; † 5. Dezember 1503 ebenda) war Weihbischof in Köln.
Der Franziskaner der Kölnischen Franziskanerprovinz promovierte zum Dr. theol. und wurde durch Erzbischof Hermann IV. von Hessen zum Weihbischof für das Erzbistum Köln designiert. Nachdem er vom Papst am 4. November 1482 zum Titularbischof von Cyrene und Weihbischof in Köln ernannt worden war, wurde er am 18. November 1482 in der Kirche Santa Maria dell’Anima in Rom zum Bischof geweiht. Von 1497 an war er auch als Professor an der theologischen Fakultät der Kölner Universität tätig.